# Rancho Alegre
Rancho Alegre là một đô thị thuộc bang Paraná, Brasil. Đô thị này có diện tích 167,646 km², dân số năm 2007 là 4097 người, mật độ 24,4 người/km².